# Ценгер, Карл
Карл Ценгер (нем. Karl Zenger, родился 3 июня 1873 года в Эрдинге, Германия — умер 19 февраля 1912 года в Харе, Германия) — фигурист из Германии, бронзовый призёр чемпионата Европы 1905 года, двукратный чемпион  Германии (1897, 1905 годов) в мужском одиночном катании. Является старшим братом фигуриста Вильгельма Ценгера.

## Спортивные достижения

### Мужчины
| Соревнования/Сезоны | 1897 | 1905 | 1906 |
| ------------------- | ---- | ---- | ---- |
| Чемпионаты мира     |      |      | 4    |
| Чемпионаты Европы   |      | 3    |      |
| Чемпионаты Германии | 1    | 1    | 2    |